# Mások bőrével
Mások bőrével (eredeti címe Avec la peau des autres), 1966-ban bemutatott francia–olasz–NSZK bűnügyi thrillerfilm, Jacques Deray rendezésében, Lino Ventura, Jean Bouise és Marilù Tolo főszereplésével. A forgatókönyv Gilles Perrault Au pied du mur című 1963-as regénye alapján készült. Klasszikus kémtörténet, mely a hidegháborús Bécsben játszódik, egymás ellen dolgozó titkosszolgálatok és megvásárolható ügynökök miliőjében.

## Cselekmény
Pascal Fabre-t, a francia titkosszolgálat tisztjét (Lino Ventura) Bécsbe küldik titkos megbízatással. Ki kell derítenie, hogy régi kollégája, Margery (Jean Bouise), a „Sánta”, a helyi francia kémhálózat vezetője kettős ügynöki játékot űz-e. Ha feletteseinek gyanúja igazolódik, akkor Fabre-nek haza kell hoznia Margeryt Párizsba. Fabre a gyanúsított régi jó barátja, ezért rendelték ki őt erre a feladatra. Magánemberként kell megközelítenie a rejtőző Margeryt. Egy koncertre kap szabadjegyet, itt találkozik összekötő tisztjével, aki megadja neki a vendéglő nevét, ahol Margeryt megtalálja. A színházból távozó tisztet szovjet ügynökök meggyilkolják, közlekedési balesetnek álcázva.
Fabre a megadott vendéglőben várja Margeryt. Útközben a „Sánta” észreveszi, hogy követik. Egyik követőjét lerázza, a másikat az utcán leszúrja. Meglátja Fabre-t a vendéglőben, megdöbben, de nem megy be, hanem telefonon figyelmezteti, hogy azonnal tűnjön el Bécsből. Fabre megérti, hogy Margery ügye bonyolultabb, mint gondolta. Margery hazamegy, találkozik barátnőjével, Annával (Marilù Tolo), aki a vendéglőben énekel esténként. Tudatja vele, hogy rövidesen visszavonul. Terve szerint két nap múlva találkoznak a bécsi Westbahnhofon, ahonnan Olaszországba utaznak együtt.
Fabre visszamegy a színházba, a sajátjához hasonló szabadjegyet kér Erfuhrt igazgatótól, aki elvezeti őt Margery titkos lakóhelyére. Margeryt két ügynök tartja fogva, akik éppen átkutatják lakását. Az ajtó nyitva, Fabre bemegy, lelövi az ügynököket, kihozza Margeryt, aki bevallja, hogy Bécs veszélyessé vált számára. A Chalieff (orosz név: Saljev) által vezetett szovjet kémhálózat vadászik rá. Kijelenti Fabre-nek, hogy sohasem vált kettős ügynökké, de visszavonul, kilép a francia titkosszolgálattól. Utolsó jelentését elküldte Párizsba, még a szovjet követségről vár egy utolsó titkos információt. Másnapra találkozót ad Fabre-nek a Kern vendéglőben.
Margery egy ügynök-kapcsolatához, Weigelthez (Jean Servais) költözik. Itt kicseréli saját botját Weigelt botjára. Weigelt titkára azonban a szovjet Chalieff embere. A szovjetek elrabolják Annát. Margery a Kern vendéglőben megtudja, hogy Anna eltűnt. Telefonon még értesíti Fabre-t, de Chalieff emberei őt is elfogják és a szovjet titkosszolgálat bécsi rejtekhelyére kísérik. Anna is ott van fogságban. Chalieff egy mikrofilmet követel Margerytől, mely a szovjet követségen készült, egy másik nagyhatalommal való titkos megbeszélésen. Durva módszerekkel vallatják, de Margery nem mond semmit.
Margery után kutatva Fabre eljut Kern vendéglőshöz és feleségéhez, aki Anna jó barátnője, számos ügynöki kapcsolat összehozója. Kern, a vendéglős elviszi Fabre-nek Margery botját, amit az – látszólag véletlenül – a vendéglőben felejtett, amikor a szovjetek elrabolták. Kern tud még egy kapcsolatot, egy korrupt vasutast a bécsi Westbahnhofon, aki a francia titkosszolgálatnak dolgozik pénzért. Fabre felkeresi, és megtudja tőle, hogy Margery az ő öltözőjében fog találkozni valakivel, Anna vonatának indulása előtt. Fabre rádöbben, hogy jóbarátja a kínai titkosszolgálatnak akarja eladni a szovjet követségről szerzett titkos információkat, de Margery botjában nem talál elrejtve semmit.
Weigelt titkára jelenti Chalieffnek, hogy egy ismeretlen francia ügynök tűnt fel Bécsben, aki Margery után kutat. Rejtett kamerás fotókon Chalieff felismeri Fabre-ban Viviani ügynököt, akivel már volt konfliktusa. Fabre az utcán a sebesült Weigeltre bukkan, aki elmondja, hogy megszökött a szovjetektől, Margery megtört és beszélt, Anna a fogságukban van, Fabre azonnal értesítse a többieket. Weigelt (látszólag) meghal, üldözői Fabre nyomába szegődnek, de ő lerázza őket. Weigelt azonban nem halt meg, a jelenetet Chalieff megbízásából játszotta el. Fabre a színházigazgatóhoz siet, és amikor látja, hogy a szovjet ügynökök már ott vannak nála, egyszerűen lelövi Erfuhrtot és távozik. Utána Kernnel együtt a Weigelt-házba megy. Megtalálják Margery elcserélt botját, benne elrejtve a mikrofilmet és egy bőröndkulcsot. Fabre fegyverrel kényszeríti Weigeltet, telefonon csalja oda Chalieffet a hírrel, hogy megvan a mikrofilm. Ezután minden jelenlévőt agyonlő, távozik és felhívja a rendőrséget, hogy lövéseket hallott a Weigelt-házból. Az érkező Chalieffet és embereit a bécsi rendőrség lekapcsolja. Fabre a szovjetek irodájába megy, de addigra Margery már halott, öngyilkosságot követett el a (hamis) hír miatt, hogy a mikrofilm a szovjetek kezére került. Fabre itt is lelő mindenkit, és kiszabadítja Annát.
Fabre megtudja, hogy Anna egy meggyilkolt titkosszolgálati tiszt árvája, akit Margery nevelt fel. Segít Annának Svájcba szökni, de odaadja neki a mikrofilmet megőrzésre, amíg ő elrendezi Margery pályaudvari találkozóját. A Westbahnhofra megérkezik a kínai titkosszolgálat embere egy táska pénzzel, a mikrofilm kialkudott vételárával. A vasutas öltözőjében Margery „bőrébe bújva” Fabre várja. A táskát az a kulcs nyitja, amelyet Fabre talált Margery botjában. Fabre lelövi a kínait, hogy ne vallhasson rá Margeryre. Svájcban találkozik Annával, visszakapja tőle a mikrofilmet. Párizsba visszatérve Fabre a kínairól nem ejt szót, feletteseinek azt a mesét adja le, hogy jóbarátja, Margery a mikrofilm megszerzése közben, hazája szolgálatában halt meg.

## Szereposztás
| Szerep                        | Színész             | Magyar hangja |
| ----------------------------- | ------------------- | ------------- |
| Pascal Fabre / Viviani ügynök | Lino Ventura        | N/A           |
| Paul Margery, a „Sánta”       | Jean Bouise         | N/A           |
| Anna                          | Marilù Tolo         | N/A           |
| Kern, vendéglős               | Adrian Hoven        | N/A           |
| Ingrid Kern, a felesége       | Ellen Bahl          | N/A           |
| Chalieff (Saljev)             | Wolfgang Preiss     | N/A           |
| Weigelt                       | Jean Servais        | N/A           |
| Erfuhrt, színházigazgató      | Charles Regnier     | N/A           |
| Hoffmann, bécsi vasutas       | Reinhard Kolldehoff | N/A           |

## Fogadtatás
Egy kritika szerint „Nagyon szövevényes cselekmény, kiváló szereposztásban. Deray stílusa nem bizalmaskodó, bizonyos távolságot tart.”

## További információ
- Mások bőrével a PORT.hu-n (magyarul)
- Mások bőrével az Internet Movie Database-ben (angolul)
- Mások bőrével a Box Office Mojón (angolul)
- Avec la peau des autres (1966) (francia nyelven). AlloCiné.fr
- Avec la peau des autres (1966) (angol nyelven). Collections Search British Film Institute (BFI.org.uk). (Hozzáférés: 2023. október 18.)
- Die Haut des Anderen (1966) (német nyelven). Filmdienst.de